# Cassola de tros de Juneda

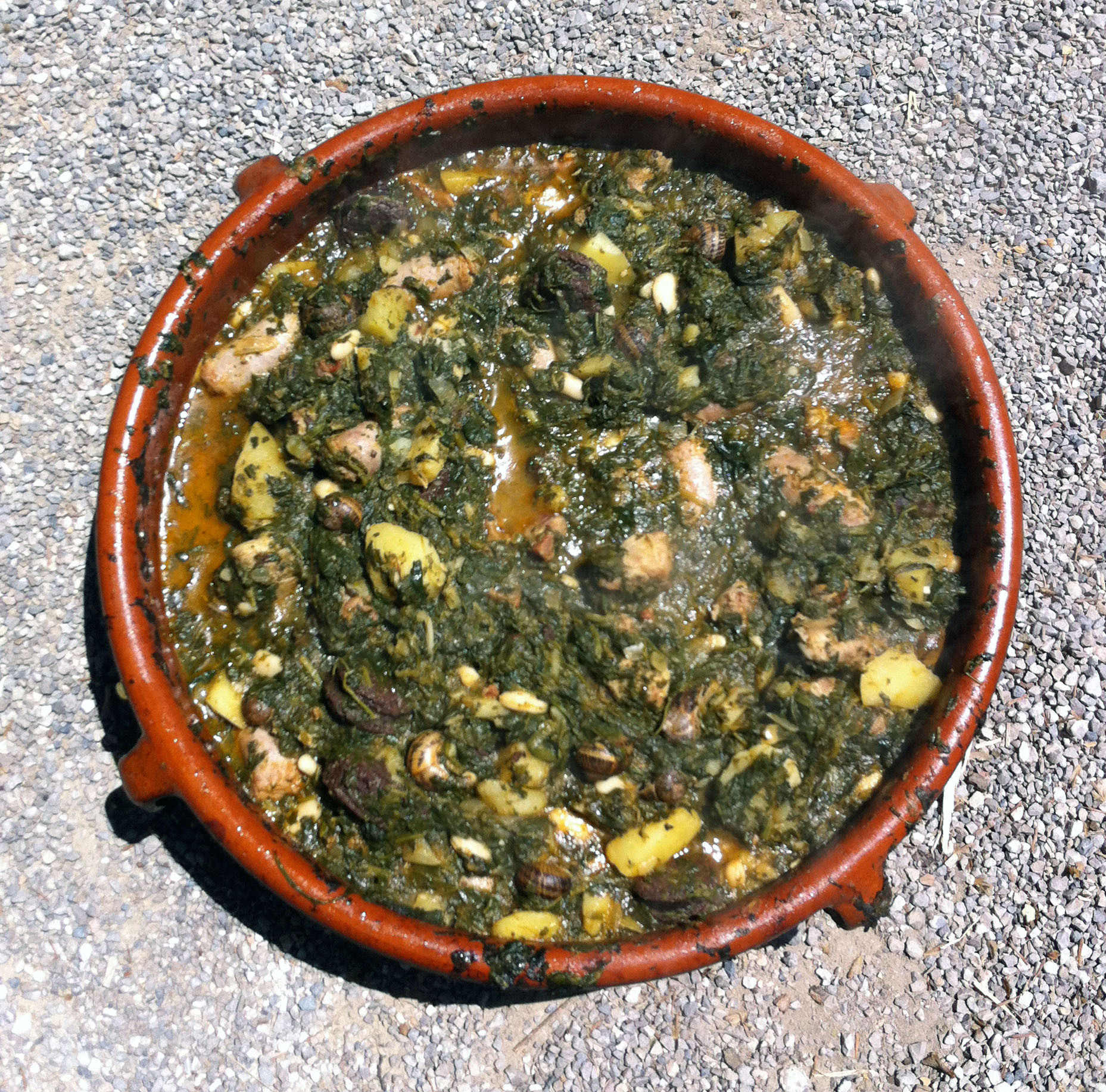
Cassola de Tros de Juneda

La cassola de tros de Juneda és un menjar típic de la vila de Juneda molt conegut dins la gastronomia catalana. Avui en dia existeixen moltes receptes diferents a l'hora de preparar una cassola de tros, però cal recordar, que la cassola de tros de Juneda només s'elabora amb carn de porc, i sobretot utilitzant una cassola de fang, el tres peus i la llenya.

## Origen
L'origen de la cassola de tros ve dels temps en què els pagesos no disposaven dels medis d'automoció actuals i treballaven al camp de sol a sol. A conseqüència d'això, s'havien d'endur els aliments de casa per dinar allí mateix, on s'aplegaven amb els veïns de les finques properes i feien una cassola amb els productes que portaven de casa i els ingredients que podien trobar a l'hort. D'aquí van sorgir les primeres maneres de cuinar la Cassola de tros, amb gran varietat d'ingredients i on cadascú tenia la seva pròpia recepta de cuina. Avui en dia es poden diferenciar dos tipus de Cassola de tros segons els productes de temporada, la d'hivern i la d'estiu. La d'hivern és amb espinacs i patates i la d'estiu és més ensamfainada, amb ceba, pebrot i albergínia, encara que molts cassolaires fan una recepta mixta.

## Ingredients i preparació
Podríem dir que, intentar definir els ingredients d'una Cassola de Tros és una tasca gairebé impossible, ja que tal com passa en el cas de les amanides, no hi ha una recepta de cuina única, sinó que existeixen moltes maneres i hi intervenen molts ingredients diferents en la seva preparació.
A l'hora de preparar una cassola de tros cada cuiner/cassolaire té els seus ingredients preferits i els combina a la seva manera per tal de trobar una excel·lent combinació i equilibri de sabors de tots els seus ingredients bàsics (patates, cargols, espinacs, carn de porc…) amb la resta d'ingredients afegits.
La preparació d'una cassola de tros és un procés delicat en el qual radica l'autèntica qualitat del producte final. Té una gran importància el control correcte del grau d'espessetat i evolució del to del gust, que hom controla prudentment amb la sal, el pebre i altres espècies. Un altre factor important és el procés de cocció, que cal controlar amb cura, paciència i finor de paladar. La correcta elaboració d'una cassola és una tasca de paciència, calma i paladar sensible.
Encara que no hi ha una doctrina definida, a la cassola de tros habitualment li és atorgat el paper protagonista dintre de l'àpat, que només es complementa amb un entrant lleuger (generalment alguna amanida) i unes postres suaus (tipus gelat o sorbet). Li van bé d'acompanyament els vins del país, negres i astringents, generalment servits frescos.

### Ingredients
Recepta per a 10-12 persones:
- 2 dL d'oli d'oliva verge
- 250 g de cansalada de porc del coll
- 4 o 5 costelles de porc tallades
- 900 g de botifarra
- 5 alls
- 3 cebes mitjanes
- 500 g de tomàquet madur o triturat
- Una branca de timó
- Bitxo
- 1/4 L de vi blanc
- 1/2 L d'aigua o cervesa
- 1,5 kg de patates
- 2 kg d'espinacs frescs o 1,6 kg d'espinacs congelats
- 600 g de cargols
- 500 g de botifarra negra
- 500 g de fesols
- Sal
- Pebre

Observacions: Les quantitats dels ingredients són aproximades, i varien en funció del gust de cada cassolaire.

### Preparació

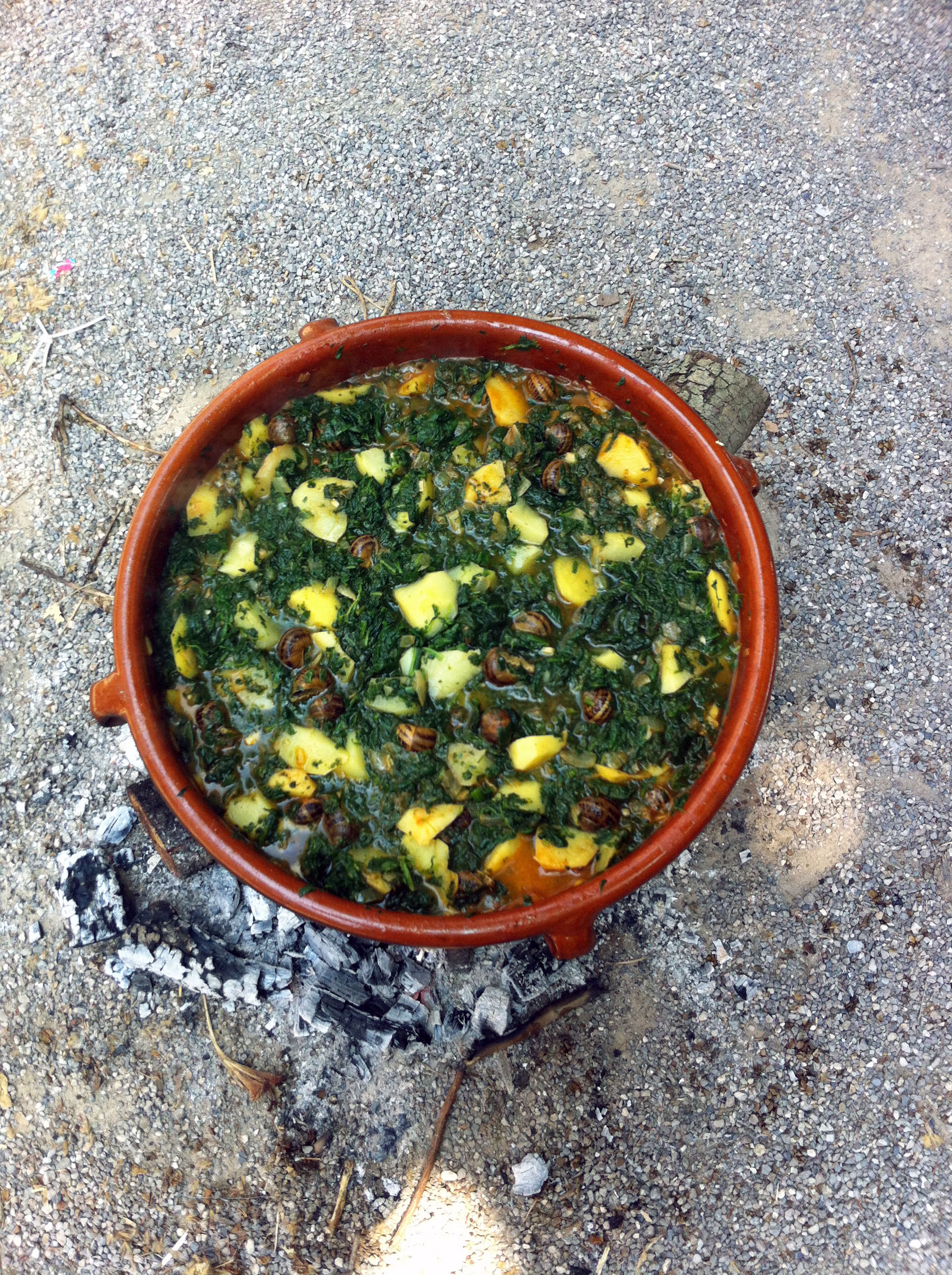
Pas 1: Posarem l'oli a escalfar dins la cassola de fang, i hi afegirem, prèviament trossejat, la cansalada, la costella i la botifarra.
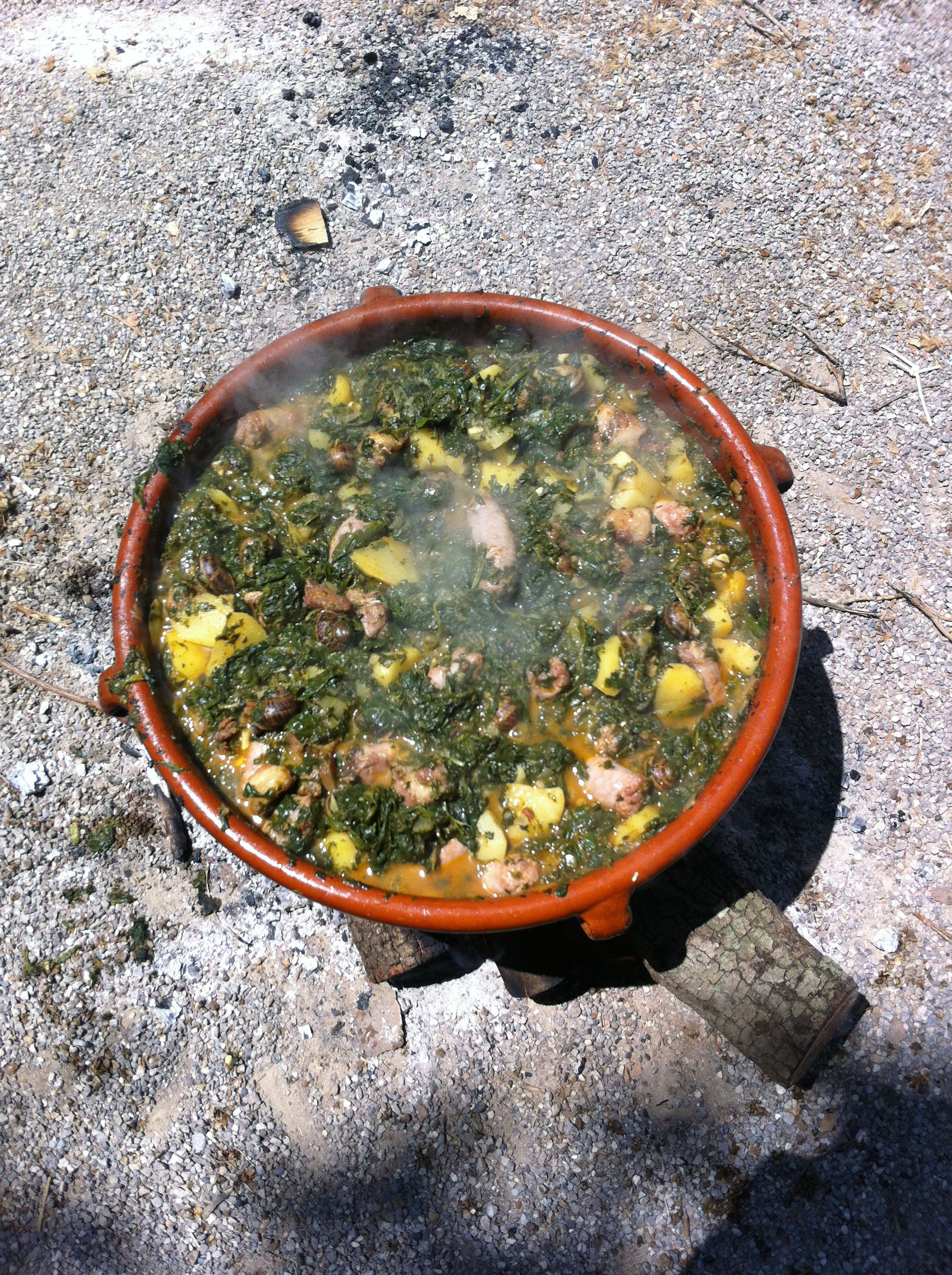
Pas 2: Quan la carn estigui daurada la retirarem de la cassola i la guardarem. Posteriorment, introduirem a la cassola, l'all i la ceba trossejats, i hi afegirem el timó i el bitxo al nostre gust.
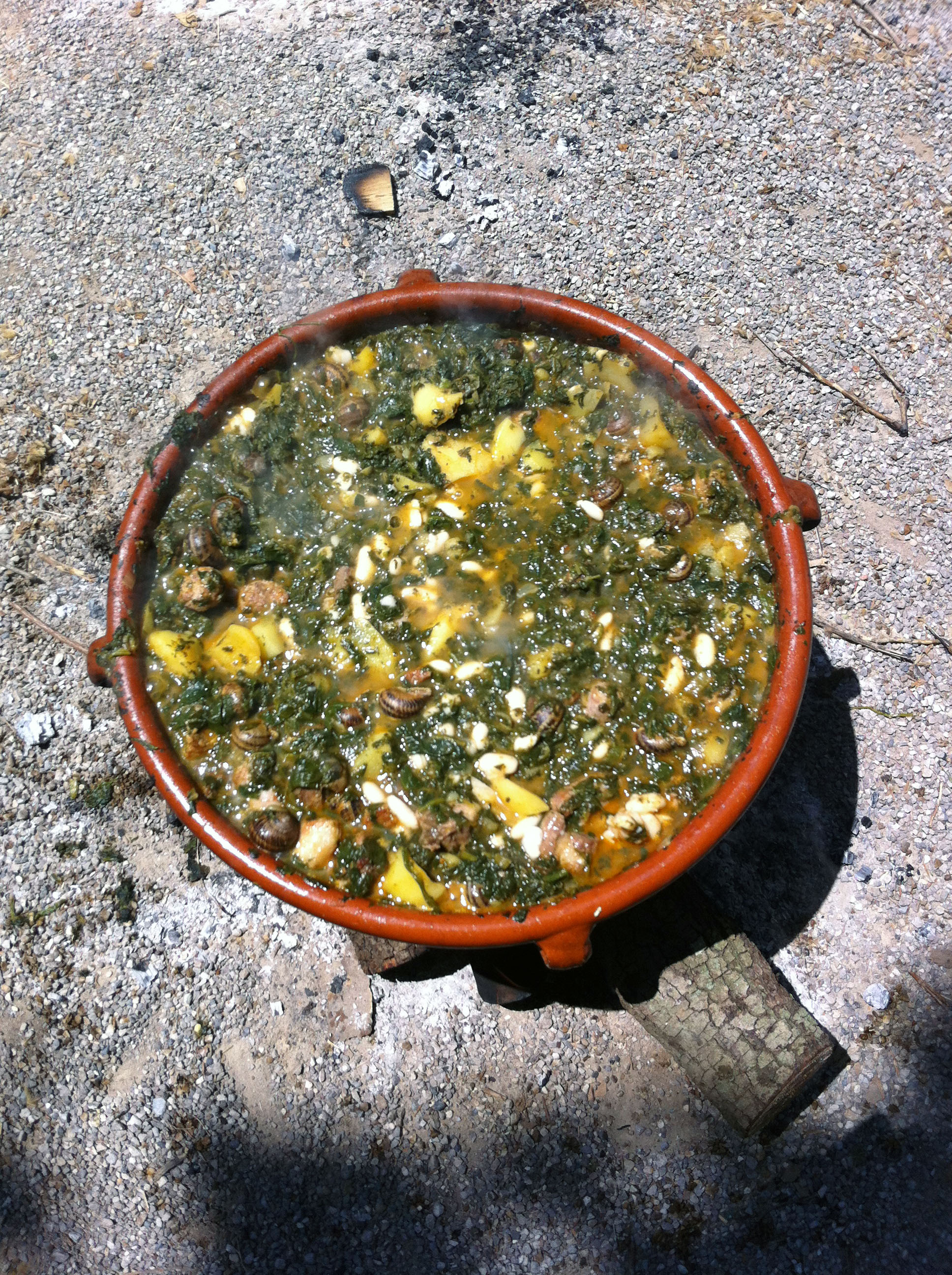
Pas 3: Ho deixarem sofregir uns 10 minuts, hi posarem el tomàquet picat i ho sofregirem 3 minuts més.
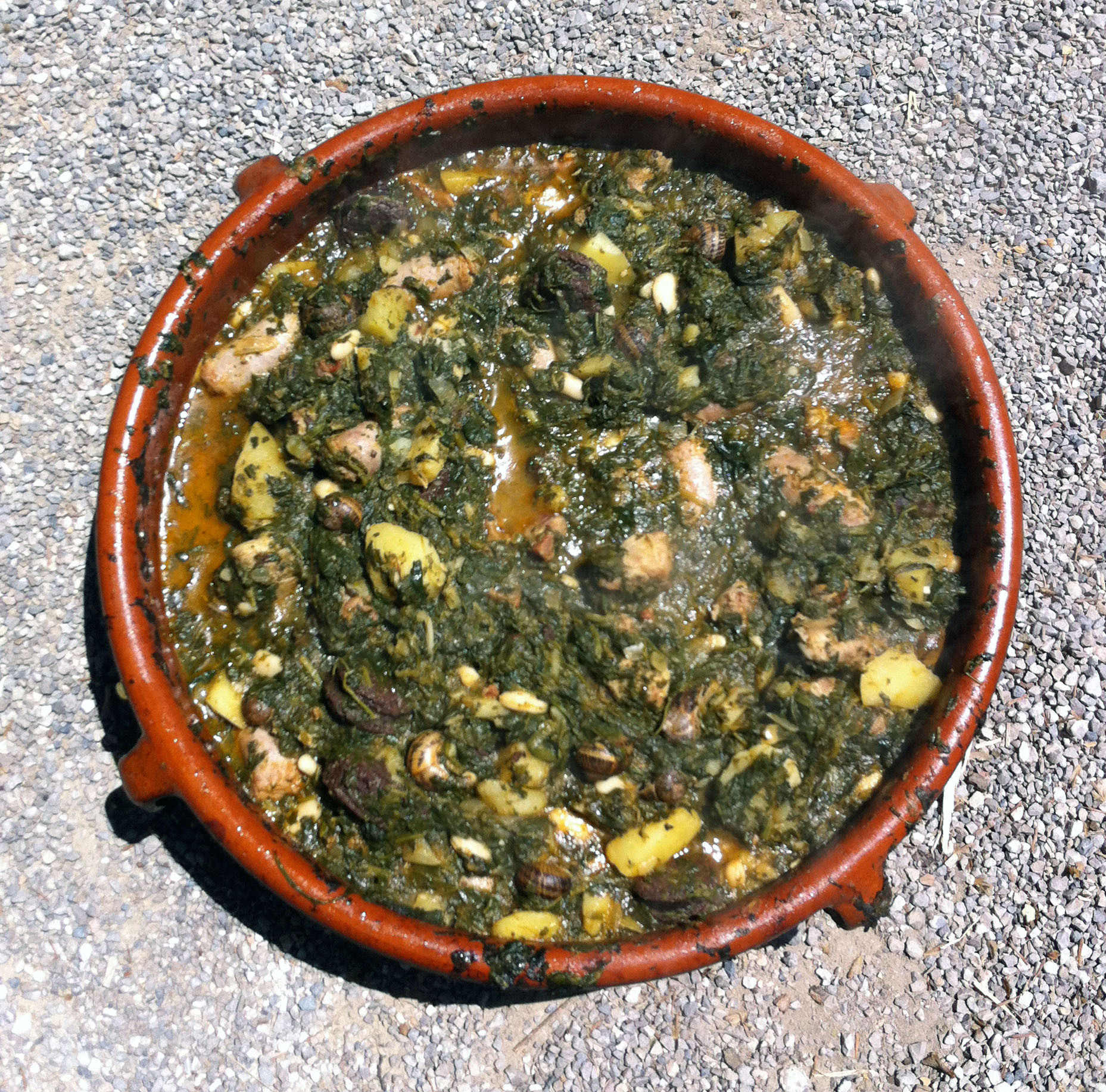
Pas 4: Ho remullarem amb el vi blanc, i hi afegirem la patata esbocinada deixant que aquesta es faci durant uns 10 minuts.
- Pas 5: Passat aquest temps hi tirarem els espinacs nets i tallats, els caragols ben rentats, i l'aigua.
- Pas 6: Ho deixarem fent xup-xup uns 15 minuts, i hi tornarem a introduir la carn feta a l'inici, i la sal i el pebre, fins que quedi al nostre gust.
- Pas 7: Ho deixarem acabar de coure, i quan veiem que la patata està gairebé cuita, hi afegirem la botifarra negra tallada a rodanxes, i els fesols.
- Pas 8: Finalment, retirarem la cassola del foc i la deixarem reposar uns 20 minuts com a mínim abans de posar-la a taula.

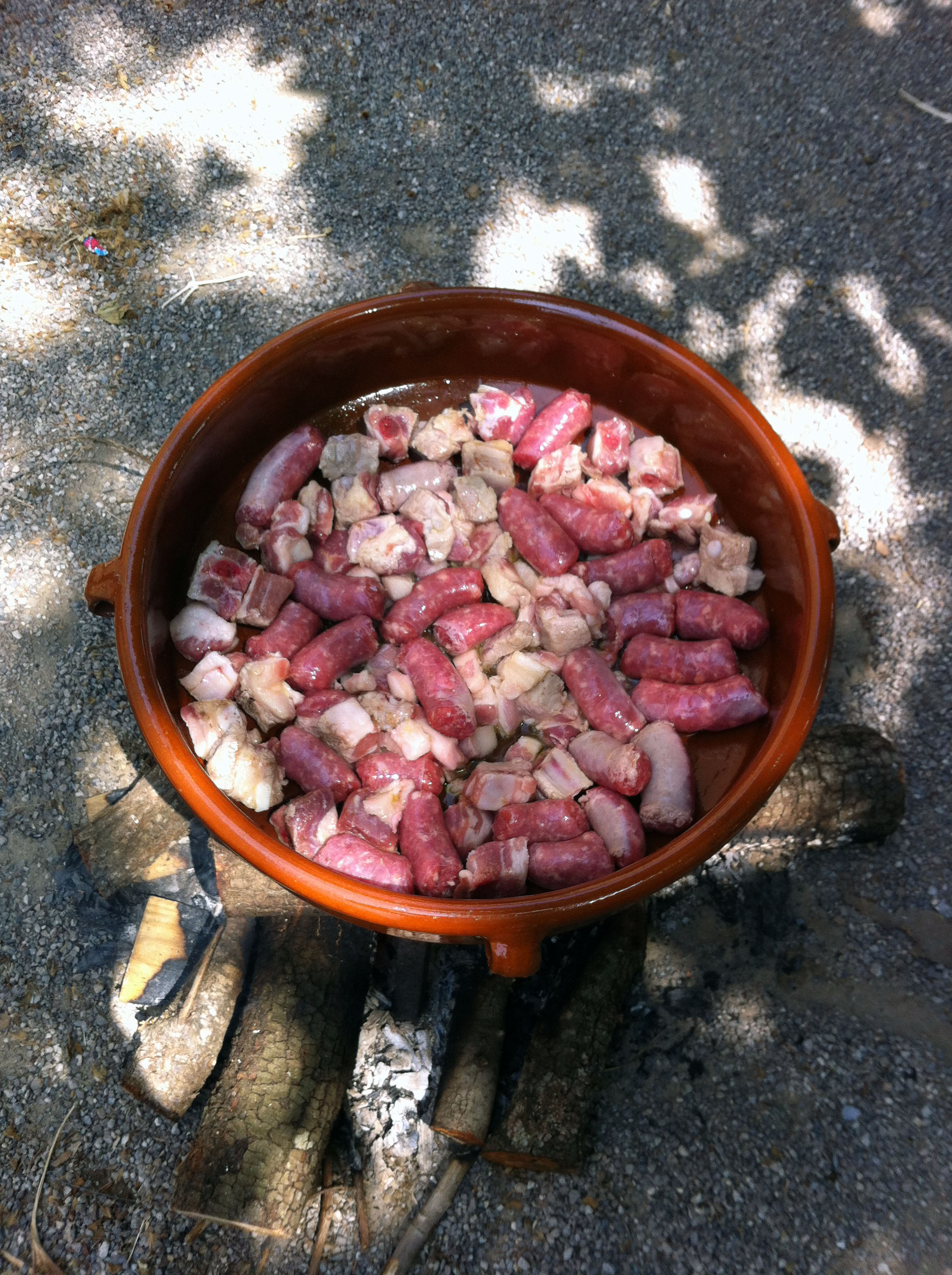
Pas 1
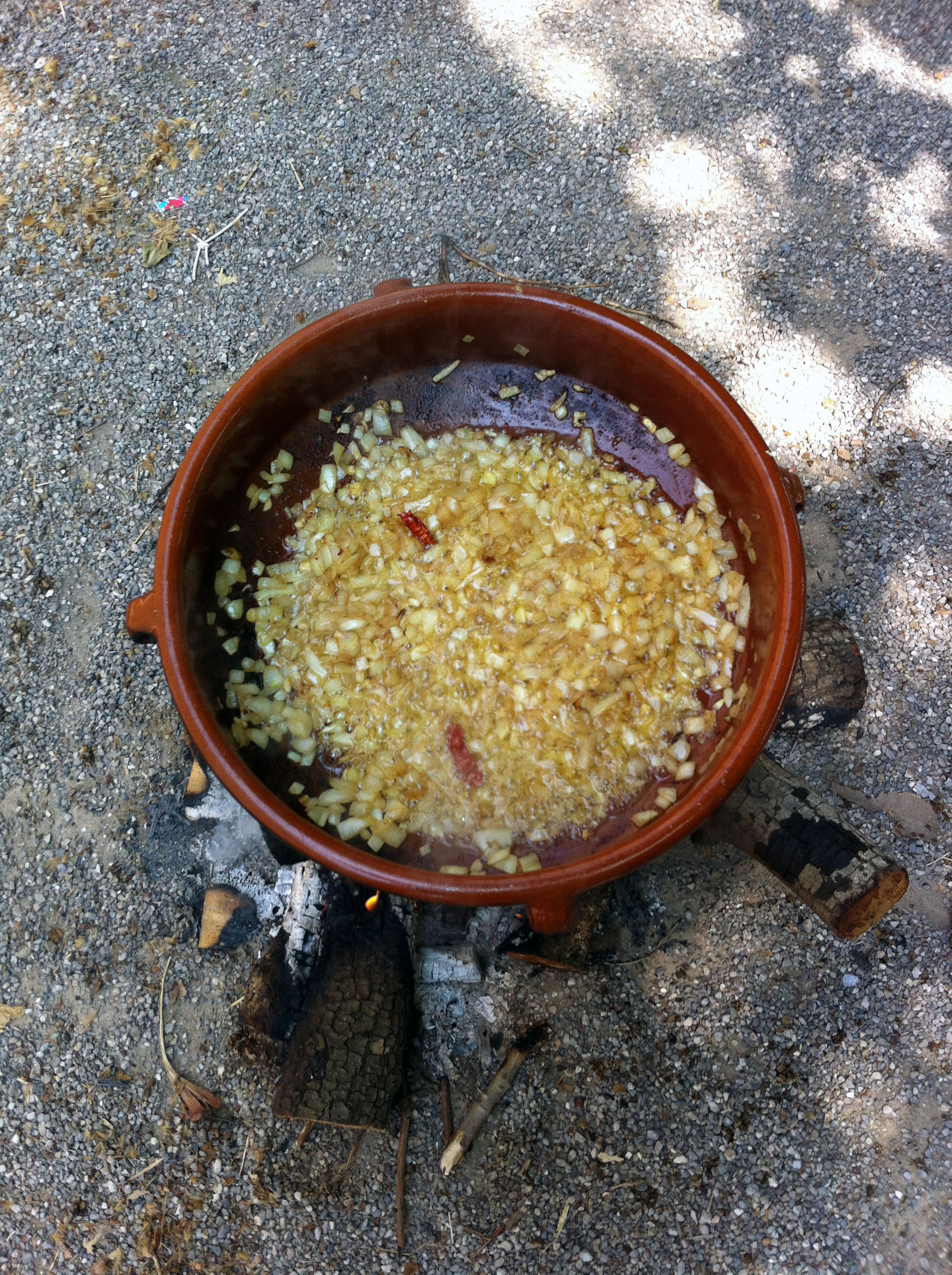
Pas 2
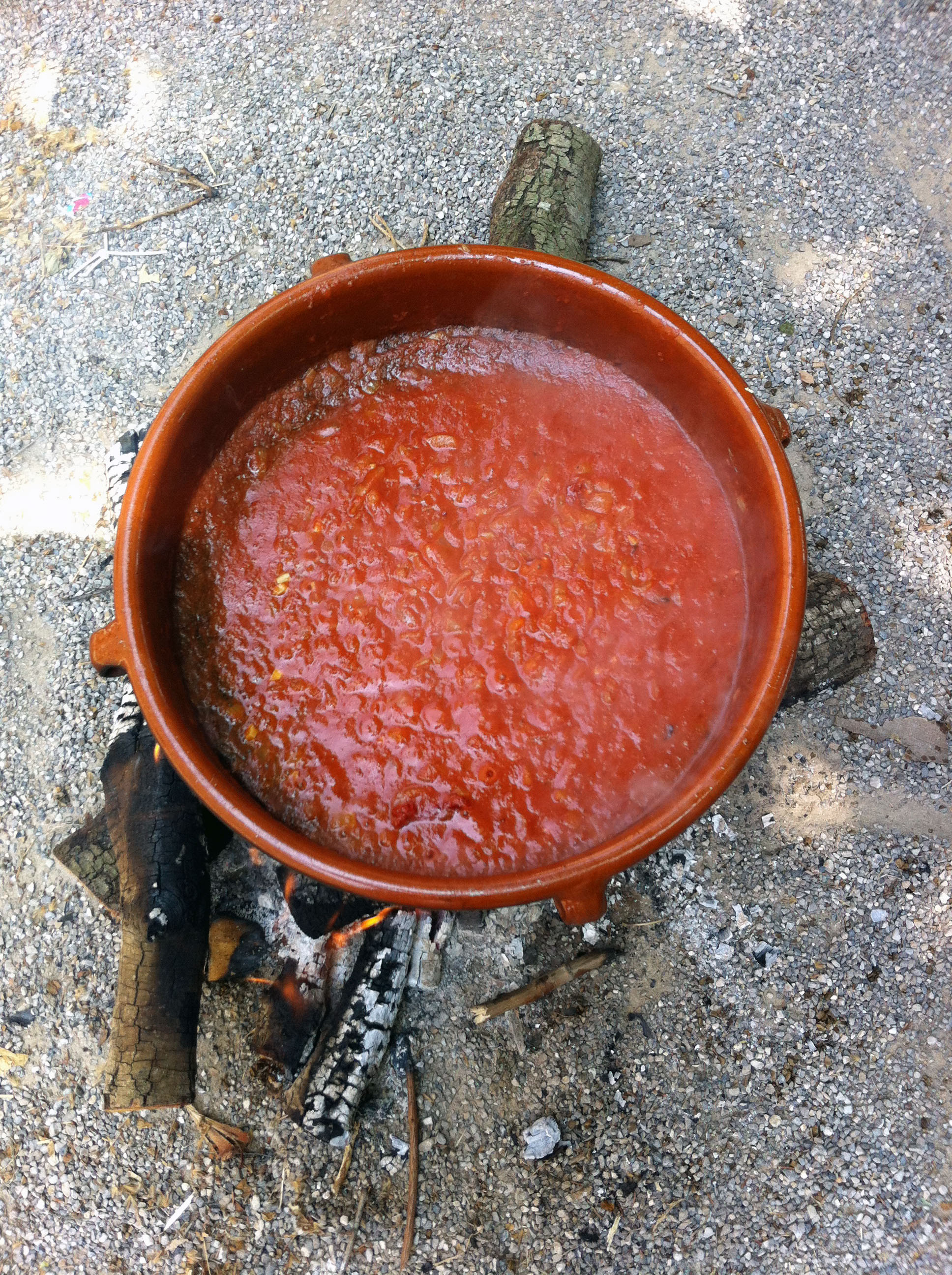
Pas 3
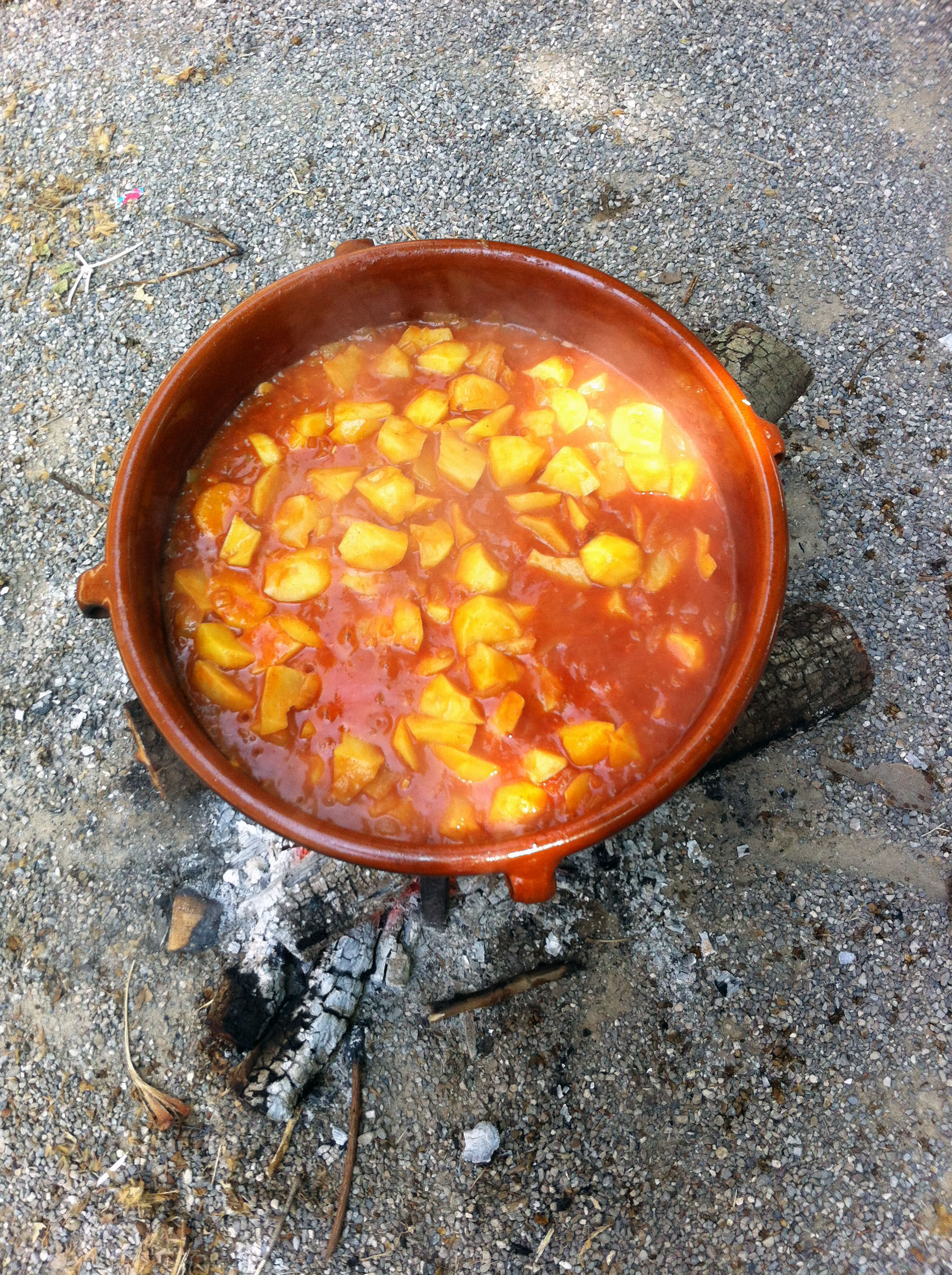
Pas 4

- Pas 5
- Pas 6
- Pas 7
- Pas 8

## Concurs de "Cassoles de Tros" de Juneda

### Origen del concurs
L'any 1979 un grup de joves junedencs de la revista local "Fonoll", encapçalats per Joan Josep Solé Mateus i Ramon Triquell Salla, van constituir, amb molt entusiasme, una comissió per tal d'organitzar una festa popular que pogués reunir a tots els junedencs i junedenques al voltant de la tradició perduda dels seus avantpassats, de cuinar una cassola de tros, quan aquests treballaven al camp de sol a sol i s'aplegaven amb els veïns de les finques properes per tal d'alimentar-se.
Un dels trets bàsics d'aquesta comissió era el de reconstruir l'antic procés d'elaboració de la cassola de tros, però no solament en l'aspecte culinari, sinó també en el social, convertint la diada en una gran festa de germanor, on d'una manera o una altra, hi pugues participar tot el poble de Juneda. Així, a part d'establir una reglamentació bàsica (ús de cassoles de fang, foc de llenya, i exclusió de l'arròs) es constituí que l'elaboració de cada cassola es faria col·lectivament per colles, a les quals els serien assignades a cadascuna d'elles una parcel·la a la Plaça Catalunya de la vila, per tal de poder cuinar-la.
La data de la realització del primer concurs de la Cassola de Tros de Juneda encara era una incògnita, però per tal de facilitar l'accés no sols als junedencs, sinó també els fills del poble de la nombrosa colònia barcelonina, i a la resta d'espectadors en general, es va decidir que s'havia de celebrar un diumenge de primavera.
Finalment, s'escollí que el millor dia per realitzar el concurs de cassoles de tros seria el diumenge de Pentecosta o Pasqua granada, d'aquell any. D'aquesta manera el dia 3 de juny de 1979 es va celebrar el primer concurs de cassoles de tros de Juneda. Actualment el concurs se celebra el primer diumenge de juny.
La iniciativa de la comissió obtingué una resposta molt entusiasta i positiva per part de tots els junedencs, i en aquella primera edició ja hi van participar 36 colles cassolaires, que totalitzaven uns 200 participants aproximadament. Es calcula que la participació popular fou d'unes 2000 persones, i un cop fetes les cassoles i aquestes foren degustades, a la vesprada es coronà la diada a la Pista Parc Alegria de la vila, on foren entregats els trofeus a les millors cassoles de tros cuinades durant la jornada.
Aquest èxit de participació ciutadana dugué a la comissió a plantejar-se la possibilitat de convertir la festa en anual, i així a l'edició següent de l'any 1980, el programa fou millorat de manera sensible, programant una cercavila pels carrers de Juneda, diverses activitats organitzades del grup L'Esplai i un recital de cant d'havaneres i de l'orfeó junedenc a la tarda, durant l'acte d'entrega de premis.
En aquesta segona edició la inscripció augmentà verticalment fins a les 84 colles participants, superant amb escreix la participació popular de la primera edició.
Les edicions s'anaren succeint sense fallar cap any, i amb participació sempre creixent (l'any 1985 van participar-hi 173 colles cassolaires i la participació popular fou de 15.000 persones), i la comissió s'esforçà per introduir cada any diversos actes culturals i millores per a la festa, que paral·lelament s'anava convertint també en un dia d'atracció turística i de trobada per als residents a Juneda, i per aquells junedencs que per alguna raó o una altra no residien al poble, i que per aquesta jornada hi tornaven per tal de celebrar la festa de les cassoles de tros, complementant en aquest sentit la Festa Major de Juneda.
Bona part d'aquest augment de participació i èxit es veié recompensat quan una institució com la Generalitat de Catalunya atorgà un premi a la festa en el transcurs de la setena edició del concurs, així com l'aparició i seguiment mediàtic de la festa en diversos mitjans informatius, com els diaris de la província de Lleida "Segre" i "La Mañana", la publicació quinzenal "Som Garrigues" i la revista local "Fonoll".
Una altra de les millores que s'han anat introduint al llarg dels anys és la qualitat dels membres del jurat, la majoria d'aquests experts gastronòmics i/o vinculats d'alguna manera o d'una altra en el món culinari català.
Avui en dia, després de més de 40 anys d'existència i amb el canvi d'ubicació de la Plaça Catalunya al Parc de La Banqueta, la festa de les "Cassoles de Tros" de Juneda continua celebrant-se amb èxit de participació ciutadana, i és i ben vigent dins el calendari de la vila de Juneda.

### Programa del concurs
- Al matí totes les colles cassolaires es troben al Parc de La Banqueta, i cadascuna cuina la seva cassola de tros a la seva parcel·la assignada prèviament.
- Al migdia els membres del jurat fan un tast de totes les cassoles de tros de les colles participants.
- Posteriorment, cada colla cassolaira es dirigeix al lloc escollit per dinar, i assaborir així la cassola de tros cuinada durant el matí.
- A la tarda, i per acabar la jornada, es retroben totes les colles cassolaires i es realitza diversos actes i el lliurament de premis a les cassoles de tros més ben cuinades.

## Sonet Cassolaire
| « | N'era una vegada, fa molts anys, un poble Sense molts alicients per a endrapar Llonganissa? Cargols? Espinacs? Pa? I el temps passava, en busca d'àpat noble Tot d'una uns pagesos, fent el restoble Quan arribava l'hora de dinar S'adonen que podien barrejar Les provisions, i treure'n així el doble! S'ha inventat la cassola junedenca! Entra com a esdeveniment gloriós Alegrant la jornada mentre es penca. I amb els anys, aquell acudit famós Passa als costums de la terra urgellenca En forma de festa i hàbit xamós. Pere Çafont | » |